# Косьоркі (Високомазовецький повіт)
Косьоркі (пол. Kosiorki) — село в Польщі, у гміні Цехановець Високомазовецького повіту Підляського воєводства.
Населення — 96 осіб (2011).
У 1975-1998 роках село належало до Ломжинського воєводства.

## Демографія
Демографічна структура станом на 31 березня 2011 року:
|          | Загалом | Допрацездатний вік | Працездатний вік | Постпрацездатний вік |
| -------- | ------- | ------------------ | ---------------- | -------------------- |
| Чоловіки | 53      | 9                  | 29               | 15                   |
| Жінки    | 43      | 7                  | 17               | 19                   |
| Разом    | 96      | 16                 | 46               | 34                   |